# Boggi med tandemdrift
Boggi med tandemdrift är en boggi där båda axlarna har drivning.
Tandemaxellyft uppfanns 1959 av den finska lastbilstillverkaren Vanajan Autotehdas.
Tandemdriften har vanligen tre differentialer,. en på varje axel och en mellan axlarna. Differentialerna har oftast tre driftinställningar: 0, 1 och 2:
- Läge 0: Normalläge. Används då samtliga hjul har ungefär lika stort grepp. Alla tre differentialerna är öppna, det vill säga inte spärrade. Alla fyra hjulen kan rotera med olika hastighet. Skonsammast mot kraftöverföringen. Nackdelen med detta läge är att totala drivkraften aldrig kan bli större än det hjul av fyra som har sämst grepp.
- Läge 1: Används då greppet är lite ojämnt. Mellandifferentialen spärrad. Ett av hjulen på varje axel, det som har sämst grepp, driver alltid. Detta läge ökar påfrestningarna på kraftöverföringen beroende på underlag, olika hjuldiametrar och rattutslag.
- Läge 2: Används då greppet är väldigt ojämnt eller överlag dåligt. Alla tre differentialerna är spärrade. Samtliga hjul tvingas rotera med samma hastighet. Det räcker med att ett hjul har grepp för att få drivkraft. Frestar mest på kraftöverföringen, i synnerhet vid rattutslag.

Det finns varianter på tandemdrift där den bakre av de två drivaxlarna är lyftbar och drivningen till denna då kopplas bort och axeln står stilla. Detta kan ge bränslebesparing på grund av lägre totalfriktion i kraftöverföringen. Kan även ge mindre svängradie och mindre däckslitage eftersom boggin vanligtvis är stel och inte svänger med vid rattutslag.